# Fibracat TV
Fibracat TV fue un canal de televisión privado con cobertura en Cataluña con sede en Manresa, Barcelona. La cadena emitió en alta definición, a través de la televisión digital terrestre y también por Internet. Comenzó las emisiones en pruebas el 1 de junio de 2020 y las regulares comenzaron el 15 de junio del mismo año.
Fibracat TV finalizó las emisiones el último día de 2022, sin dar ninguna explicación por el cierre.

## Programación
La programación de la cadena se centraba en la tecnología y la mujer.
- Connectades
- La Nit Friki (amb Magori)
- Estat: Crític
- InfoTech
- La lluna verda
- Paraula d’autora
- Tot deixa marca
- Monday Happy Monday
- Feministic
- L’enginy (in)VISIBLE
- Stem Arreu
- Women Approved
- PerfilsDonaTic
- A peu dels fogons
- Mariola Mobile
- Excursions amb nens
- RevistesAPPEC
- Emergents
- Dones Fidem
- Repte Experimenta
- Femenina Singular
- Dona i empresa / Caminant cap a la Igualtat
- Bones Pràctiques ODEE
- Fem Història Dones
- Fem Història
- Aprendre per educar
- Càpsules Intel·ligència artificial IDEAI-UPC
- GameSound
- Atrapant el Futur
- Dones + Aula Magna
- Plusvàlua dones
- El Clauer
- Appli.cat’s

## Frecuencias
Fibracat TV ocupó las frecuencias de TDT de RAC105 TV, propiedad de Emissions Digitals de Catalunya, que quedaron liberadas con el cese de las emisiones de este canal. Algunas de estas frecuencias son:
- 33 UHF: Barcelona
- 36 UHF: Girona
- 40 UHF: Lleida Norte (Alt Pirineu i Aran)
- 36 UHF: Lleida Sur (Pla de Lleida)
- 36 UHF: Tarragona

## Logotipos

Des del 2020

## Audiencias
Evolución de la cuota de pantalla mensual.
La cuota de pantalla de Fibracat TV no fue medida por Kantar Media, la empresa encargada de medir las audiencias de TDT en España, por eso en el informe mensual sobre la audiencia no aparece Fibracat TV.
| Año  | Enero | Febrero | Marzo | Abril | Mayo | Junio | Julio | Agosto | Septiembre | Octubre | Noviembre | Diciembre | Media anual |
| 2020 | --    | --      | --    | --    | --   | ??    | ??    | ??     | ??         | ??      | ??        | ??        | ??          |
| 2021 | ??    | ??      | ??    | ??    | ??   | ??    | ??    | ??     | ??         | ??      | ??        | ??        | ??          |
| 2022 |       |         |       |       |      |       |       |        |            |         |           |           |             |
| ---- | ----- | ------- | ----- | ----- | ---- | ----- | ----- | ------ | ---------- | ------- | --------- | --------- | ----------- |

Máximo histórico. |  Mínimo histórico.
Según un estudio de la empresa Konodrac publicado al cumplir la cadena el primer año de emisión, Fibracat TV se acercaba 225.000 telespectadores diarios de media y tenía más de 45.000 telespectadores, según datos medidos por televisores smartTV con HbbTV conectado. Los días laborables la audiencia mediana era de 46.000 smartTV conectadas y el fin de semana llegaba a las 65.000.